# Karel Mainaky
Karel Mainaky (* 9. Januar 1977) ist ein ehemaliger Badmintonspieler aus Indonesien.

## Karriere
Karel Mainaky siegte 1995 beim German Juniors in Bottrop und beim Dutch Juniors. Bei den Indonesia International 1997 wurde er Dritter im Doppel. 1998 und 2001 siegte er beim Jakarta International. Auch bei den Indonesia Open 2001 belegte er Rang drei. Nach seiner aktiven Karriere arbeitete er als Badmintontrainer.